# اکلاپورا
اکلاپورا (به انگلیسی: Aklapura) یک منطقهٔ مسکونی در هند است که در کارناتاکا واقع شده‌است.